# Mikronation

Mikronation (efter engelska micronation), skenstat (efter tyska Scheinstaat), kvasiland, kvasistat eller kvasination är fiktiva länder i form av anläggningar och/eller projekt, vars suveränitet eller autonomi hävdas, upprättas eller utropas av olika skäl. Det kan vara i konstnärligt syfte, i underhållningssyfte, för att locka turister, som affärsverksamhet eller som politisk aktion / civil olydnad, eller en kombination av dessa skäl.
Dessa mikronationer grundas av enskilda personer eller grupper av enskilda, utan stöd av den folkrättsliga status som till exempel etniska minoriteter har. De skiljer sig också från när människorna i en särskild region verkar för att denna skall bli självständig eller självstyrande.

## Rättslig status
Det ligger i sakens natur att dessa platser av vissa jämställs med ej erkända stater i folkrättslig mening. Men mikronationerna har också det gemensamt att ingen existerande stat uppfattat sitt territorium som hotat av dem och använt militära medel för att försvara detta. Eventuella tvister har istället behandlats som civilrättsliga och straffrättsliga. Ingen "medborgare" i dessa mikronationer har heller klarat att avsäga sig sitt ordinarie medborgarskap i utbyte. De har inte heller blivit befriade från skattskyldighet eller andra förpliktelser gentemot den stat vars territorium mikronationen utnyttjar.

## Begreppet mikronation
Det finns inget etablerat svenskt begrepp för denna företeelse, både mikronation och skenstat är översättningar. Det engelska begreppet micronation används ofta i helt andra och vidare sammanhang. Enligt till exempel FN, som inte har intresserat sig för det fenomen som beskrivs i denna artikel, utgörs mikronationer av erkända stater med mindre än 2 miljoner invånare (se mikrostat).
Om man tänjer på begreppet har mikronationerna en lång förhistoria. Bosättningen på Pitcairn Island som grundades av myteristerna från Bounty 1790, betraktas ibland som en föregångare till mikronationerna. Likaså piratsamhällena i Västindien och Barbareskstaterna. Under 1800-talet förekom det att förmögna personer köpte obebodda öar och försökte inrätta dessa som riktiga länder. Den äldsta fortfarande existerande mikronationen av det slaget är kungadömet Redonda från 1865 som överlevt i Antigua och Barbuda i Västindien i form av en stiftelse.
De moderna mikronationerna har sitt ursprung i 1960-talet och har ofta haft koppling till framförallt libertarianska, men även anarkistiska strömningar. Kritiker har jämställt fenomenet med eskapism.
Enligt konstprojektet A Summit of Micronations 2003 kan de delas in i två undergrupper: modelländer och projektländer (new country projects). För den senare gruppen, som är den mest ambitiösa, har författaren Erwin Strauss beskrivit fyra tillvägagångssätt, vilka dock visat sig olika (lite) framgångsrika och medfört olika risker: 1. traditionell suveränitet; 2. fartyg under bekvämlighetsflagg; 3. rättstvist samt 4. vonu (att leva utom synhåll och kännedom).

## Mikronationer i världen

### Europa

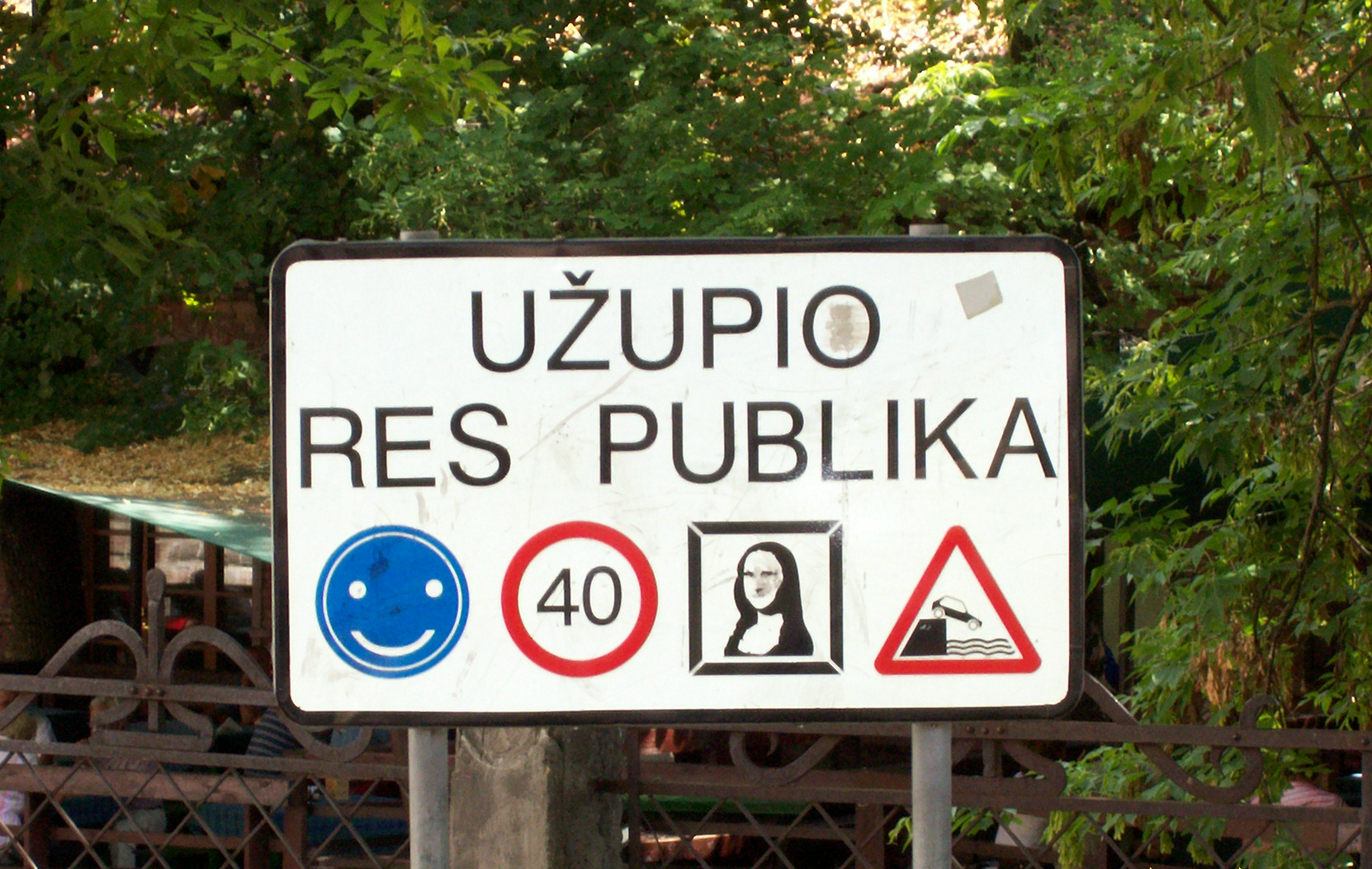
Gränsskylt vid infarten till republiken Užupis i Vilnius, Litauen.

- Liberland
- Lovely
- Kugelmugel
- Sealand
- Seborga
- Neue Slowenische Kunst
- Užupis
- Insulo de la Rozoj (1968)[1]

#### Sverige
- Republiken Jamtland
- Mosebacke monarki, det från radio välkända skämtriket
- Morokulien, utropat av de svenska och norska TV-kändisarna Lennart Hyland och Randi Kolstad
- Republiken Åsen och Bondböneriket i Värmland, bägge från tidigt 1900-tal[2]
- Republiken Svanamyran i Lappland som startades när svenska folket sagt ja till EU-medlemskap i folkomröstning.[3]
- Republiken Risön, som är en ö utanför Alingsås, vilken utropades självständig redan 1894.[4]

##### Svenska konstnärsprojekt
- Lars Vilks mikrostater Ladonien och Dalonien
- Konungarikena Elgaland-Vargaland
- Kjartan Slettemarks Kjartanistan

### Oceanien
- Republiken Minerva, 19 januari − 24 februari 1972

### USA
- Talossa, Milwaukee
- Molossia, Nevada

## Fiktiva Mikronationer

### Family Guy
- Petoria, Peter Griffins eget land i Säsong 2, Avsnitt 18[5]